# Limnophora exigua
Limnophora exigua är en tvåvingeart som först beskrevs av Christian Rudolph Wilhelm Wiedemann 1830.  Limnophora exigua ingår i släktet Limnophora och familjen husflugor. Inga underarter finns listade i Catalogue of Life.